# Chérémon d'Athènes
Pour les articles homonymes, voir Chérémon.
Chérémon d'Athènes est un poète tragique grec, contemporain d’Aristote ou un peu postérieur à Euripide.

## Notice historique
Chérémon est cité par Aristote dans sa Poétique et sa Rhétorique, Théophraste et Athénée, qui donnent quelques titres de ses tragédies : Aristote parle du Centaure, rhapsodie « où sont confondus des mètres de toute sorte. »,. Dans les Problèmes, Aristote le cite : « les choses sont-elles tempérées par la nature de ceux qui les emploient ? » et dit de lui qu'il est « précis comme un logographe. » Il est décrit comme de « Ceux dont les œuvres se prêtent à la lecture ont une renommée soutenue ». Théophraste cite Chérémon dans son Histoire des plantes : « et du palmier à la fumée extrêmement désagréable » et dans son Traité de l'Amour : « Comme le vin coupé d’eau tempère les ardeurs des buveurs, il en est aussi d’Éros. Quand on s’y adonne avec modération, il est aimable ; mais qu’on y goûte avec excès, on bascule dans le désordre et il devient cruel. »